# Parigi-Nizza 1983
La Parigi-Nizza 1983, quarantunesima edizione della corsa, si svolse dal 9 al 16 marzo su un percorso di 1 161 km ripartiti in 7 tappe (la terza e la settima suddivise in due semitappe) più un cronoprologo. Fu vinta dall'irlandese Sean Kelly, che bissò il successo dell'anno precedente, davanti allo svizzero Jean-Marie Grezet e all'olandese Steven Rooks.

## Tappe
| Tappa  | Data     | Percorso                                              | km    | Vincitore di tappa  | Leader cl. generale |
| ------ | -------- | ----------------------------------------------------- | ----- | ------------------- | ------------------- |
| Prol.  | 9 marzo  | Issy-les-Moulineaux (cron. individuale)               | 5.5   | Eric Vanderaerden   | Eric Vanderaerden   |
| 1ª     | 10 marzo | Gien > Bourbon-Lancy                                  | 196   | Eddy Planckaert     | Eric Vanderaerden   |
| 2ª     | 11 marzo | Bourbon-Lancy > Saint-Étienne                         | 212   | Francis Castaing    | Eric Vanderaerden   |
| 3ª-1ª  | 12 marzo | Saint-Chamond > Tournon-sur-Rhône                     | 89    | Sean Kelly          | Eric Vanderaerden   |
| 3ª-2ª  | 12 marzo | Tain-l'Hermitage > Tain-l'Hermitage (cron. a squadre) | 35    | Aernoudt-Rossin     | Eric Vanderaerden   |
| 4ª     | 13 marzo | Bollène > Miramas                                     | 186   | Sean Kelly          | Joop Zoetemelk      |
| 5ª     | 14 marzo | Miramas > La Seyne-sur-Mer                            | 183   | Ferdi Van den Haute | Joop Zoetemelk      |
| 6ª     | 15 marzo | La Seyne-sur-Mer > Mandelieu-la-Napoule               | 182   | Dirk De Wolf        | Sean Kelly          |
| 7ª-1ª  | 16 marzo | Mandelieu-la-Napoule > Nizza                          | 60    | Eric Vanderaerden   | Sean Kelly          |
| 7ª-2ª  | 16 marzo | Nizza > Col d'Èze (cron. individuale)                 | 11    | Sean Kelly          | Sean Kelly          |
| Totale | Totale   | Totale                                                | 1 161 |                     |                     |

## Dettagli delle tappe

### Prologo
- 9 marzo: Issy-les-Moulineaux > Issy-les-Moulineaux (cron. individuale) – 5,5 km

Risultati
| Pos. | Corridore         | Squadra    | Tempo |
| ---- | ----------------- | ---------- | ----- |
| 1    | Eric Vanderaerden | Aernoudt   | 6'39" |
| 2    | Sean Kelly        | Sem        | a 6"  |
| 3    | Alain Bondue      | La Redoute | s.t.  |

| Pos. | Corridore         | Squadra    | Tempo |
| ---- | ----------------- | ---------- | ----- |
| 1    | Eric Vanderaerden | Aernoudt   | 6'39" |
| 2    | Sean Kelly        | Sem        | a 6"  |
| 3    | Alain Bondue      | La Redoute | s.t.  |

### 1ª tappa
- 10 marzo: Gien > Bourbon-Lancy – 196 km

Risultati
| Pos. | Corridore        | Squadra    | Tempo    |
| ---- | ---------------- | ---------- | -------- |
| 1    | Eddy Planckaert  | Splendor   | 4h59'54" |
| 2    | Francis Castaing | Peugeot    | s.t.     |
| 3    | Étienne De Wilde | La Redoute | s.t.     |

| Pos. | Corridore         | Squadra    | Tempo    |
| ---- | ----------------- | ---------- | -------- |
| 1    | Eric Vanderaerden | Aernoudt   | 5h06'23" |
| 2    | Stephen Roche     | Peugeot    | a 6"     |
| 3    | Alain Bondue      | La Redoute | s.t.     |

### 2ª tappa
- 11 marzo: Bourbon-Lancy > Saint-Étienne – 212 km

Risultati
| Pos. | Corridore        | Squadra  | Tempo    |
| ---- | ---------------- | -------- | -------- |
| 1    | Francis Castaing | Peugeot  | 5h38'22" |
| 2    | Eddy Planckaert  | Splendor | s.t.     |
| 3    | Sean Kelly       | Sem      | s.t.     |

| Pos. | Corridore         | Squadra    | Tempo     |
| ---- | ----------------- | ---------- | --------- |
| 1    | Eric Vanderaerden | Aernoudt   | 10h44'55" |
| 2    | Stephen Roche     | Peugeot    | a 6"      |
| 3    | Alain Bondue      | La Redoute | s.t.      |

### 3ª tappa - 1ª semitappa
- 12 marzo: Saint-Chamond > Tournon-sur-Rhône – 89 km

Risultati
| Pos. | Corridore        | Squadra | Tempo    |
| ---- | ---------------- | ------- | -------- |
| 1    | Sean Kelly       | Sem     | 2h05'35" |
| 2    | Francis Castaing | Peugeot | s.t.     |
| 3    | Jef Lieckens     | Safir   | s.t.     |

| Pos. | Corridore         | Squadra    | Tempo     |
| ---- | ----------------- | ---------- | --------- |
| 1    | Eric Vanderaerden | Aernoudt   | 12h50'30" |
| 2    | Stephen Roche     | Peugeot    | a 6"      |
| 3    | Alain Bondue      | La Redoute | s.t.      |

### 3ª tappa - 2ª semitappa
- 12 marzo: Tain-l'Hermitage > Tain-l'Hermitage (cron. a squadre) – 35 km

Risultati
| Pos. | Squadra                | Tempo  |
| ---- | ---------------------- | ------ |
| 1    | Aernoudt-Rossin        | 45'03" |
| 2    | Coop-Mercier-Mavic     | a 15"  |
| 3    | Sem-France-Loire-Mavic | a 23"  |

| Pos. | Corridore          | Squadra  | Tempo     |
| ---- | ------------------ | -------- | --------- |
| 1    | Eric Vanderaerden  | Aernoudt | 12h49'16" |
| 2    | Adrie van der Poel | Aernoudt | a 10"     |
| 3    | Rudy Rogiers       | Aernoudt | a 12"     |

### 4ª tappa
- 13 marzo: Bollène > Miramas – 186 km

Risultati
| Pos. | Corridore         | Squadra | Tempo    |
| ---- | ----------------- | ------- | -------- |
| 1    | Sean Kelly        | Sem     | 5h05'08" |
| 2    | René Bittinger    | Sem     | s.t.     |
| 3    | Jean-Marie Grezet | Sem     | s.t.     |

| Pos. | Corridore         | Squadra | Tempo     |
| ---- | ----------------- | ------- | --------- |
| 1    | Joop Zoetemelk    | Coop    | 17h54'51" |
| 2    | Michel Laurent    | Coop    | a 9"      |
| 3    | Jean-Marie Grezet | Sem     | s.t.      |

### 5ª tappa
- 14 marzo: Miramas > La Seyne-sur-Mer – 183 km

Risultati
| Pos. | Corridore           | Squadra    | Tempo    |
| ---- | ------------------- | ---------- | -------- |
| 1    | Ferdi Van den Haute | La Redoute | 4h59'30" |
| 2    | John Herety         | Coop       | a 5"     |
| 3    | Jef Lieckens        | Safir      | a 7"     |

| Pos. | Corridore         | Squadra | Tempo     |
| ---- | ----------------- | ------- | --------- |
| 1    | Joop Zoetemelk    | Coop    | 22h55'58" |
| 2    | Jean-Marie Grezet | Sem     | a 7"      |
| 3    | Michel Laurent    | Coop    | a 9"      |

### 6ª tappa
- 15 marzo: La Seyne-sur-Mer > Mandelieu-la-Napoule – 182 km

Risultati
| Pos. | Corridore    | Squadra    | Tempo    |
| ---- | ------------ | ---------- | -------- |
| 1    | Dirk De Wolf | Boule d'Or | 5h12'40" |
| 2    | Pascal Guyot | La Redoute | a 26"    |
| 3    | Sean Kelly   | Sem        | a 1'26"  |

| Pos. | Corridore      | Squadra | Tempo     |
| ---- | -------------- | ------- | --------- |
| 1    | Sean Kelly     | Sem     | 28h10'39" |
| 2    | Joop Zoetemelk | Coop    | a 8"      |
| 3    | Michel Laurent | Coop    | a 17"     |

### 7ª tappa - 1ª semitappa
- 16 marzo: Mandelieu-la-Napoule > Nizza – 60 km

Risultati
| Pos. | Corridore         | Squadra    | Tempo    |
| ---- | ----------------- | ---------- | -------- |
| 1    | Eric Vanderaerden | Aernoudt   | 1h31'11" |
| 2    | Kim Andersen      | Coop       | s.t.     |
| 3    | Michel Larpe      | La Redoute | s.t.     |

| Pos. | Corridore      | Squadra | Tempo     |
| ---- | -------------- | ------- | --------- |
| 1    | Sean Kelly     | Sem     | 29h41'50" |
| 2    | Joop Zoetemelk | Coop    | a 8"      |
| 3    | Michel Laurent | Coop    | a 17"     |

### 7ª tappa - 2ª semitappa
- 16 marzo: Nizza > Col d'Èze (cron. individuale) – 11 km

Risultati
| Pos. | Corridore         | Squadra | Tempo  |
| ---- | ----------------- | ------- | ------ |
| 1    | Sean Kelly        | Sem     | 20'19" |
| 2    | Jean-Marie Grezet | Sem     | a 37"  |
| 3    | Steven Rooks      | Sem     | a 46"  |

| Pos. | Corridore         | Squadra | Tempo     |
| ---- | ----------------- | ------- | --------- |
| 1    | Sean Kelly        | Sem     | 30h02'19" |
| 2    | Jean-Marie Grezet | Sem     | a 1'03"   |
| 3    | Steven Rooks      | Sem     | a 1'14"   |

## Classifiche finali

### Classifica generale
| Pos. | Corridore          | Squadra                | Tempo     |
| ---- | ------------------ | ---------------------- | --------- |
| 1    | Sean Kelly         | Sem-France-Loire-Mavic | 30h02'19" |
| 2    | Jean-Marie Grezet  | Sem-France-Loire-Mavic | a 1'03"   |
| 3    | Steven Rooks       | Sem-France-Loire-Mavic | a 1'14"   |
| 4    | Joop Zoetemelk     | Coop-Mercier-Mavic     | a 1'42"   |
| 5    | Michel Laurent     | Coop-Mercier-Mavic     | a 2'26"   |
| 6    | René Bittinger     | Sem-France-Loire-Mavic | a 3'59"   |
| 7    | Paul Haghedooren   | Splendor-Euro Shop     | a 7'22"   |
| 8    | Adrie van der Poel | Aernoudt               | a 7'28"   |
| 9    | Graham Jones       | Wolber-Spidel          | a 8'42"   |
| 10   | Frédéric Brun      | Peugeot-Shell-Michelin | a 9'16"   |